# オリバーな犬、 (Gosh!!) このヤロウ
『オリバーな犬、 (Gosh!!) このヤロウ』（オリバーないぬ ゴッシュ このヤロウ）は、2021年9月17日から10月1日までNHK総合の「ドラマ10」枠にて放送されたテレビドラマ。主演は池松壮亮。
2022年9月20日より10月4日まで、同枠にて続編となるシーズン2が放送された。また、シーズン2の放送を前に、同年9月17日（16日深夜）にはシーズン1の本編映像に20分の未公開部分を加えた特別版が放送された。
演出・脚本・編集を手掛けたオダギリジョーが温め続けてきたオリジナル企画を基に制作されており、鑑識課警察犬係に所属する警察官と、彼の相棒である警察犬のオリバーが次々と発生する不可解な事件に挑んでいく姿を描く。

## 登場人物

### 主要人物
青葉一平（あおば いっぺい）
演 - 池松壮亮
狭間県警の鑑識課警察犬係。オリバーのハンドラー。
洞窟にいる占い師から「大殺界」だと言われている。
オリバー
演 - オダギリジョー / フィリップ（犬）
警察犬。伝説の警察犬・ルドルフの血を引いているが、犬種は不明。
一平と視聴者にだけは犬の着ぐるみを着た「おじさん」に見えており、タバコをくゆらし、ブランデーやスキットルのウイスキーを飲み二日酔いもする。
慢性鼻炎だが、「エロい匂い」「メス感」には敏感で、「パイオツ カイデー」など、昔の芸能人のように逆さ読みで喋ることがある。
ご褒美の骨が気に入らない。犬なので、ボールを投げられると走ってしまう他、時折メタ発言をする。

### 狭間県警

#### 鑑識課
漆原冴子（うるしばら さえこ）
演 - 麻生久美子
警察犬係で、一平の上司。隙を見つけては職場のトイレで隠れて前髪を切っている。
オリバーから「おばちゃん」と呼ばれており、口調がIKKO風になったり、急に「逆に〜」と言い出すなど、荒れやすい。
裸足のチョウスケと意思疎通が図れる。
課長
演 - 國村隼
鑑識課課長。
サングラスをかけているのに「一平の顔色が悪い」と言うなど少し抜けたところがある。
携帯ゲームに課金し過ぎて、家族に半年以上無視されている。
柿崎ユキナ（かきざき ユキナ）
演 - 本田翼
警察犬係。一平の同僚。警察犬・ラッキーのハンドラー。
三浦（みうら）
演 - 岡山天音
警察犬係で、一平の後輩。オリバー曰く「現代っ子」で、他部署への異動を希望している。
記憶力が良く、冷静な判断ができるメンバーのツッコミ役。
空手を習っている他、漆原と同じく裸足のチョウスケと意思疎通が図れる。

#### 組織犯罪対策課
轟（とどろき）
演 - くっきー!（野性爆弾）（第2話 - ）
漆原の同期。怪しい関西弁を使い、電話も突然切ってしまうほどキレやすい性分の持ち主。
宗手から聞き出した龍門殺害犯の顔の特徴を元に、マイケルの似顔絵を描き上げる。
小田島
演 - 岡本智礼
野田
演 - 菅原健
久保
演 - 宮本幸太

#### 生活安全課
ゆかり
演 - 黒木華（第4話 - ）
京都弁を喋る女性刑事。オリバーをかわいがるが、当のオリバーは彼女を苦手としている。
マイケルのことをSNSでフォローしており、彼の存在を知っていた。

#### 警察行政職員
志村（しむら）
演 - 鈴木慶一
警察犬のベテラン飼育員だが、渋沢栄一に間違われることも。
一平に町の情報に詳しい「裸足のチョウスケ」を紹介する。
神々廻とは幼馴染。

### 女児失踪事件の関係者
北條かすみ〈23〉
演 - 玉城ティナ
11年前、12歳の時に失踪した女性。ホオズキ山で銃殺遺体となっていたのを小西に発見される。検視の結果、数日間まで生存していたと判明。その後、トントン牧場にある秘密クラブで働かされていたのを渡に連れ出されるも、神々廻ファミリーに見つかり連れ戻され、神々廻に銃殺されていた事が発覚する。
溝口健一（みぞぐち けんいち）
演 - 永瀬正敏
元警察犬係の警察官だったフリーの記者。11年前、北條かすみが失踪した事件を解決出来なかった後悔から県警を退官し、現在も失踪事件の真相を追っている。
あやめに探偵みたいだとおだてられ、探偵になる妄想を膨らませて「くちばしにチェリー」を口ずさむ。コーヒーが苦手。
小西幸男（こにし ゆきお）
演 - 佐藤浩市
失踪者を次々と発見しているスーパーボランティア。11年前に失踪した北條かすみの遺体を発見する。
漆原曰く「志茂田景樹みたい」な人物で、「不安」などの人の感情を匂いで感じ取ることができる嗅覚を備える他、神々廻の催眠術が通用しない。
龍門の死後、ホオズキ山のトントン牧場近隣で網で捕まり、リヤカーを残して行方不明になるが、トントン牧場にある秘密クラブに軟禁されており、侵入してきた一平とオリバーに救出される。
酒々井 茂（しすい しげる）
演 - 宇野祥平
8年前、龍門が行きつけにしていたバーの経営者。現在はボブヘアのカツラを被り、女装してバーで働いている。
神々廻と繋がっており、北條かすみ失踪事件に関する偽情報を溝口に流すが、溝口にホオヅキ山の情報を話したために聖、雀、リコピンの3人に8発の弾丸で銃殺され、後にユキナとラッキーに遺体として発見される。
北條夢子
演 - 坂井真紀
北條かすみの母。
裸足のチョウスケの住処に出入りしているのを一平たちに目撃される。
北條明史
演 - 葛山信吾
北條かすみの父。
北條空
演 - 元之介（第4話 - ）
北條かすみの弟。姉の葬儀前日に母の夢子と二人でカニの食べ放題に出かけている。
吹枝あやめ（ふきえだ あやめ）
演 - 浜辺美波（第4話 - ）
かすみの幼馴染。かすみが亡くなる直前、ほーちゃんのアカウントから、かすみのダイレクトメッセージを受信したと溝口に明かす。
アルファベット26文字を色に置き換えて描かれた絵画で、かすみとメールのやりとりをしており、メールの解析から、かすみはホオズキ山のトントン牧場にいたことを突き止める。

### TMT
関東明神会としのぎを削る半グレ組織。TMTとは「TOKYO MIRACLE TEAM」の略。
宗手（むなて）
演 - 永山瑛太
「TMT」のリーダーで、裸足のチョウスケの息子。
コーヒーはソイラテ派。毛がある動物全般にアレルギーがあり、咳き込む。
マイケルが龍門に注射をして殺害した瞬間を目撃したと一平たちや、取り調べした轟たちに教える。
蘭丸（らんまる）
演 - 佐藤緋美
宗手の一番の子分。
黒服
演 - 結城貴史
「CLUB Kerala」の黒服。キャバ嬢の控え室の近くにいた一平をフロアに戻るよう注意する。
道一
演 - 緒形敦
長秀
演 - 高橋里恩
大将
演 - 奈良原大秦
一益
演 - 別府由来
半グレくん
演 - 佐久本宝
信盛
演 - 森優作
オレンジ
演 - 中本大賀
信広
演 - 芳村宗治郎

### 関東明神会
ヤクザ組織。
龍門（りゅうもん）
演 - 松重豊
若頭。某局のテレビドラマのように、心の中で独り言を呟きながら食事をするくせがある。最近のお気に入りはタンメン。
TMTとの抗争で逮捕された際、機動隊に変装したマイケルにアコニチン（トリカブトの毒）を注射されて死亡する。
鮫島（さめじま）
演 - 村上淳
龍門の舎弟。漆原を「ブス」呼ばわりしたため、怒った彼女に指一本で身動きを取れなくされた。
まえちん
演 - 前川正行
西條
演 - 沖原一生
白川
演 - 金井浩人
伊東
演 - 朝比奈知樹
渡（わたり）
演 - 仲野太賀
北條かすみ殺害に使用された拳銃の持ち主。一平に彼女を殺害したと自供する。
黒百合神社で拳銃をブリキ缶に入れて隠していたと明かすが、そぎ落とされた耳については知らなかった。
神々廻の催眠術で記憶を消されないようナイフで腕を切りつけ、傷と忘れてはいけない記憶とを結び付けていた。
かすみを銃殺した神々廻から、催眠術で自分が北條かすみを銃殺した偽の記憶を植え付けられており、実際は彼女を秘密クラブから奪還しようとしていた。
関根ミラ（せきね ミラ）
演 - 佐久間由衣
龍門の愛人で、ポールダンサー。川辺のホームレスの妹でもあり、一人称は「ミラ」。

### DOGGY SUE'S DINER
ダイナー風の犬カフェ。
マスター
演 - 嶋田久作
驚異的、そして無意味な記憶力の持ち主。
ウェイトレス
演 - 川島鈴遥
マスターの記憶力を嫌悪している。

### 青葉家
青葉一郎（あおば いちろう）
演 - 火野正平
一平の父。純子と熟年離婚する。
青葉純子（あおば じゅんこ）
演 - 竹内都子
一平の母。一郎と熟年離婚する。
一平の妹
演 - 浅川梨奈
三銃士という地下アイドルにハマり、給料のほとんどをファン活動につぎ込んでいる。

### 川辺のホームレス仲間
裸足のチョウスケ（はだしのチョウスケ）
演 - 柄本明
川辺に住むホームレス。空手の有段者にして町の情報通。
言葉を所々「押忍」に置き換えて喋るため、何を言っているか理解しがたい。
仲間たちと何者かの指示を受けて行動している。
「TMT」のリーダー宗手は実子だが、神々廻に注射で殺害するよう催眠術をかけられる。
チョウスケのホームレス仲間
演 - 今泉力哉
チョウスケのホームレス仲間
演 - 山田浩
関根ミラの兄。

### 神々廻ファミリー
神々廻道夫（ししば みちお）
演 - 橋爪功
「代表」と呼ばれる謎の老紳士。トントン牧場のオーナー。催眠術の使い手。
関東明神会とTMTを共倒れさせ、薬物密売の市場を独占しようと企てる。
北條かすみを銃殺し、催眠術で渡に彼女を殺した偽の記憶を植え付けていた。
酒々井殺害に使われた弾丸の線条痕と、宗手を襲って喫茶店の天井に発砲した弾丸の線条痕が一致したことを、課長から指摘される。
警察職員の志村と幼馴染で俳句の会で定期的に会っていたはずが、30年以上ぶりに再会したとカマをかけられて引っ掛かり、神々廻とは別人であると指摘されると、変装を取り払ってオダギリジョーの顔になりヘリコプターで逃亡した。
渡邊（わたなべ）
演 - 甲本雅裕
神々廻の運転手。
謎の男
演 - 芹澤興人
神々廻とボウリングを楽しんだり、チョウスケたちホームレスに「龍門からの伝言」を伝える男。
マイケル
演 - 染谷将太
神々廻から指令を受けて行動する謎の男。眉毛が繋がっている。
TMTと関東明神会の抗争に紛れ、機動隊に扮装して龍門にアコニチンを注射して毒殺する。
同じく眉毛が繋がっているダンスコーチのくるみと電話で会話しており、関係があることが示唆される。
聖亮介（ひじり りょうすけ）
演 - 千原せいじ（千原兄弟）（第4話 - ）
ヤメ検の弁護士。TMTの半グレたちを警察から釈放させる。
聖の女
演 - 安野澄（第4話 - ）
ほーちゃん
演 - 高良健吾（第3話 - ）
左耳を削ぎ取られた男。トントン牧場の農夫。
トントン牧場の仲間たちとガンジャ（大麻）を密売している。
北條かすみを銃殺した神々廻から彼女の死体を処分するよう命令され、そのままホオズキ山に遺棄して小西に簡単に発見されたため、落とし前をつけるべく左耳をリコピンにカッターナイフでそぎ落とされるが、運気が爆上がりすると神々廻に催眠術をかけられた。
リコピン
演 - 河本準一（次長課長）（第4話 - ）
トントン牧場の農夫。マイケルの仲間。おでこにスプーンがくっつく磁石男。
雀（スズメ）
演 - 寛一郎（第4話 - ）
トントン牧場の農夫。密売するため、牧場の仲間たちとジュースの缶にガンジャを梱包している。
牧場にある秘密クラブでバーテンダーを務める。
刈磨（カルマ）
演 - 村上虹郎（第4話 - ）
トントン牧場の農夫。外人相手にガンジャを密売する際、通訳を務める。
牧場にある秘密クラブでバーテンダーを務める。

### その他
衣笠
演 - 渋川清彦
記者。溝口の記者仲間。溝口から花村寧々の身辺調査を依頼され、薬物使用疑惑があることを報告する。
くるみ
演 - 我修院達也
関根ミラの勤務先であるポールダンスクラブのダンスコーチ。眉毛が繋がっている。
ドラマー
演 - シシド・カフカ（第4話 - ）
ポールダンスクラブの和服の女性ドラマー。
占い師
演 - 香椎由宇
沢山のキャンドルが点在する洞窟で水晶球を使って占う。一平、溝口、渡に大殺界と告げる。
アトス、アラミス、ポルトス
演 - 草地稜之、ヒラノショウダイ、坂口雄斗
一平の妹が追っかけをしている3人組の男性地下アイドル「三銃士」のメンバー。
インタビュアー
演 - 柴田紗帆
妙墨山で遭難した女児を発見した小西にテレビの生中継でインタビューする。
理髪店の店主
演 - 細野晴臣
理髪店「THE BARBER」の店主。神々廻の髭剃りをしているときに剃刀で彼の顔を切ってしまう。
別の日にまた神々廻の髭剃りをして、神々廻に「宗手に擦り付ければいい」と語る。
まさこちゃん
演 - 草村礼子
漆原が子どもの頃からの知り合いのおばあちゃん。特殊詐欺の被害に遭う。
オリバーをかわいがる女性
演 - 福岡みなみ
まさこの家の前に繋がれたオリバーのお腹を撫で、オリバーにスカートの中を覗かれる。
ディレクター
演 - 箭内道彦
スーパーボランティア小西を密着取材するテレビのワイドショー「ハザマデスヨ!」のディレクター。
「ハザマ屋」ニュースキャスター
演 - 金剛地武志
小西が発見した女性の遺体が11年前に失踪した北條かすみであったニュースを速報で伝える。
小西が失踪したことで、彼の妻と娘にインタビューする。
ボインちゃん
演 - 奈月セナ
「CLUB Kerala」のキャバ嬢。チョウスケが情報提供したマンションの409号室から彼女の匂いがした。
キャバ嬢
演 - 出口亜梨沙
「CLUB Kerala」のワンショルダーのドレスを着たキャバ嬢。一平とオリバーを接客する。
エリカ
演 - 浦郷絵梨佳
「CLUB Kerala」のキャバ嬢。一平とオリバーを接客していたが、指名がかかり退席する。
特殊詐欺の受け子
演 - 天木じゅん
エリカと入れ替わりで接客についた「CLUB Kerala」のキャバ嬢。香水とフェロモンの匂いから、オリバーにまさこの特殊詐欺事件の受け子と断定される。
マガリ兄弟
演 - 松田龍平（第4話 - ）、松田翔太（第4話 - ）
キッチンカー「MAGARI BROTHERS KITCHEN」で商売する兄弟。
宗手にアタッシュケースに入れた、赤い光を発する謎の物体を密売する。
スベンソン嵐子
演 - 松たか子（第4話 - ）
雑誌「早月」の編集長。溝口に若手清純派女優・花村寧々の不倫疑惑の取材を依頼する。
上機嫌で替え歌をよく口ずさむ。
花村寧々
演 - 関川ゆか
若手清純派女優。不倫疑惑があり、蘭子に依頼された溝口に不倫現場を盗撮される。
記者の衣笠によると、薬物使用疑惑がある。
青葉一郎の交際相手
演 - 濱田マリ（第4話 - ）
園芸と花言葉に詳しい女性。
小西佳代子
演 - 風吹ジュン（第5話 - ）
小西の妻。夫が行方不明となり世間を騒がせたことを、テレビの取材で申し訳ないと謝罪する。
小西沙羅
演 - 河合優実（第5話 - ）
小西の娘。ボランティアばかりにかまけ家庭を顧みない父に不満を持つ。
監禁されていた女性
演 - 佐藤玲（第5話 - ）
監禁先から逃亡したのを生活安全課のゆかりに保護された女性。か細い声でしゃべり、ゆかりにしか何を話しているか聞き取れない。
2年前ヤクザに捕まってクスリ漬けにされ、薬の売人をやらされていた。
女性ボーカルとギタリスト
演 - 中納良恵（EGO-WRAPPIN'）、森雅樹（EGO-WRAPPIN'）
トントン牧場の秘密クラブに現れた女性ボーカルとギタリスト。

### 役名不詳（シーズン1）
- アナウンサー - 木下瑠音[8][21]
- 記者 - 柳ゆり菜[8][22]
- ラッパー - DOTAMA[8]、大江健次（こりゃめでてーな）[8]
- 中村無何有[8]
- 小西のファン - 千うらら[8]
- 小西のファン - 真下有紀[8]
- 関根洋一[8]

### 役名不詳（シーズン2）
- 吹枝あやめの友人 - 尾碕真花[23]、斎藤さらら[24]
- 関本巧文[25]
- 真田五郎[26]
- 西洋亮[27]（第5話）

## スタッフ
- 脚本・演出・編集 - オダギリジョー
- 音楽 - 森雅樹[8]
- 主題歌 - EGO-WRAPPIN'「The Hunter」[8][4]
- オープニング曲 - EGO-WRAPPIN'「サイコアナルシス」[28][29]
- 警察監修 - 古谷謙一[30][29]
- 警察犬協力 - 遠藤警察犬家庭犬訓練所[30][29]
- ダンス振付 - akane[30]（第1シリーズ）
- アクション指導 - KASHIRA.D[29]（第2シリーズ）
- 制作統括 - 柴田直之（NHK編成局コンテンツ開発センター）、坂部康二（NHKエンタープライズ）、山本喜彦（MMJ）
- 制作・著作 - NHK、MMJ

## 放送日程

### シーズン1
| 話数  | 放送日         |
| ----- | -------------- |
| 第1話 | 2021年09月17日 |
| 第2話 | 09月24日       |
| 第3話 | 10月01日       |

- 第1話は一部地域では台風14号関連ニュースのため、15 - 30分遅れの録画ネットもしくはネット返上となった（ネット返上となった地域でも後日振替放送が行われた）[注 4]。
- 2022年9月17日（16日深夜）の0時25分 - 2時58分に「ミッドナイトチャンネル・週末イッキ見ゾーン」において、20分の未公開部分を加えた特別版が3話連続で放送された[5][31]。
  - 第1話：0時25分 - 1時15分、第2話：1時15分 - 2時02分、第3話：2時02分 - 2時58分

### シーズン2
| 話数   | 放送日         |
| ------ | -------------- |
| 第4話  | 2022年09月20日 |
| 第5話  | 09月27日       |
| 最終話 | 10月04日       |

- 話数のカウントはシーズンを跨いで引き継がれている（第4話からスタート）。

## 受賞
- ギャラクシー賞 テレビ部門 2021年10月度月間賞[32]
- 東京ドラマアウォード2022 単発ドラマ部門作品賞グランプリ[33]

## 映画
『THE オリバーな犬、 (Gosh!!) このヤロウ MOVIE』のタイトルで2025年9月26日に公開予定。ドラマ版に引き続き、オダギリがオリバー役と監督・脚本・編集を兼任する。

### キャスト（映画）
- オリバー：オダギリジョー[34][35]
- 青葉一平：池松壮亮[37]
- 漆原冴子：麻生久美子[37]
- 柿崎ユキナ：本田翼[37]
- 三浦：岡山天音[37]
- ゆかり：黒木華[37]
- 志村：鈴木慶一[37]
- 溝口健一：永瀬正敏[38]
- 小西幸男：佐藤浩市[38]
- 酒々井茂：宇野祥平[38]
- 犬カフェ「DOGGY SUE'S DINER」のマスター：嶋田久作[38]
- 占い師：香椎由宇[38]
- テンちゃん - 吉岡里帆[39][40]
- 漆原富章 - 鹿賀丈史[39][41]
- トトちゃん - 森川葵[39][42]
- 不思議なおじさん - 髙嶋政宏[39][43]
- バイト - 菊地姫奈[39][44]
- ヒラリ - 平井まさあき（男性ブランコ）[39][45]
- 羽衣弥生 - 深津絵里[46][47]

### スタッフ（映画）
- 脚本・監督・編集：オダギリジョー[34][35]
- 配給：エイベックス・フィルムレーベルズ[34][35]
- 制作プロダクション：メディアミックス・ジャパン[34]
- 製作：「THE オリバーな犬、 (Gosh!!) このヤロウ MOVIE」製作委員会[34]